# Ji-cyclus
De Ji-cyclus (Franse titel: Cycle de Ji) is een fantasysaga van de Franse schrijver Pierre Grimbert.
De reeks is onderverdeeld in 29 verhalen, oorspronkelijk samengesteld uit dertien volumes, gegroepeerd in drie boekenreeksen. De eerste vier delen van reeks 1 werden gepubliceerd door Éditions Mnémos in 1996 en 1997. De tweede serie verscheen tussen 2004 en 2006 en de derde en laatste serie tussen 2008 en 2012.

## Boeken

### Reeks 1:Le Secret de Ji(nl:Het geheim van Ji)
- Six héritiers[1] (1996) (nl: De erfgenamen)
- Le Serment orphelin (1997) (nl: De verbroken belofte)
- L’Ombre des Anciens (1997) (nl: De schaduw van het verleden)
- Le Doyen éternel (1997) (nl: De hoeder van de eeuwigheid)

### Reeks 2:Les Enfants de Ji (nl: De kinderen van Ji)
- Le Testament oublié (2004) (nl: Het vergeten testament)
- La Veuve barbare (2004) (nl: De Barbarenkoningin)
- La Voix des aînés (2005)
- Le Patriarche (2005)
- Le Sang du Jal (2006)

### Reeks 3:Les Gardiens de Ji
- La Volonté du Démon (2008)
- Le Deuil écarlate (2009)
- Le Souffle des aïeux (2010)
- Les Vénérables (2012)

## Verhaal

### Reeks 1:Le Secret de Ji
118 jaar geleden bezocht een vreemdeling genaamd Nol alle koninkrijken en vroeg aan allen een gezant te sturen naar het eiland Ji om hem te vergezellen op een lange en gevaarlijke reis. Een groot aantal van de koninkrijken stuurden een gezant en de groep verdween in het doolhof op het eiland. Na twintig dagen keerde slechts een deel van de gezanten gehavend terug. Ze weigeren een woord te lossen over de gebeurtenissen. Hun erfgenamen komen daarna jaarlijks bijeen en deel van het geheim wordt aan hen doorgegeven. Maar dan beginnen fanatieke moordenaars de families uit te roeien. Enkel zes van hen blijven over en om te overleven moeten ze op zoek naar het geheim.

### Reeks 2:Les Enfants de Ji
Drieëntwintig jaar na hun avonturen in "Het geheim van Ji" verdwijnen de erfgenamen spoorloos. Hun kinderen weten niet waarom en besluiten in Lorelia samen te komen om hun familieleden te gaan zoeken.

### Reeks 3:Les Gardiens de Ji
De afstammelingen van de "kinderen van Ji" leven een zorgeloos bestaan in de vreedzame wereld die dankzij de strijd van hun voorouders ontstaan is. Maar de wereld staat op de rand van een nieuwe ontwikkeling. Saat komt terug krachtiger dan ooit en niets heeft hen voorbereid op deze nieuwe strijd. Zij moeten de verdediging van het geheim van hun ouders overnemen, zelfs als dit ten koste van hun eigen leven is.

## Wereld

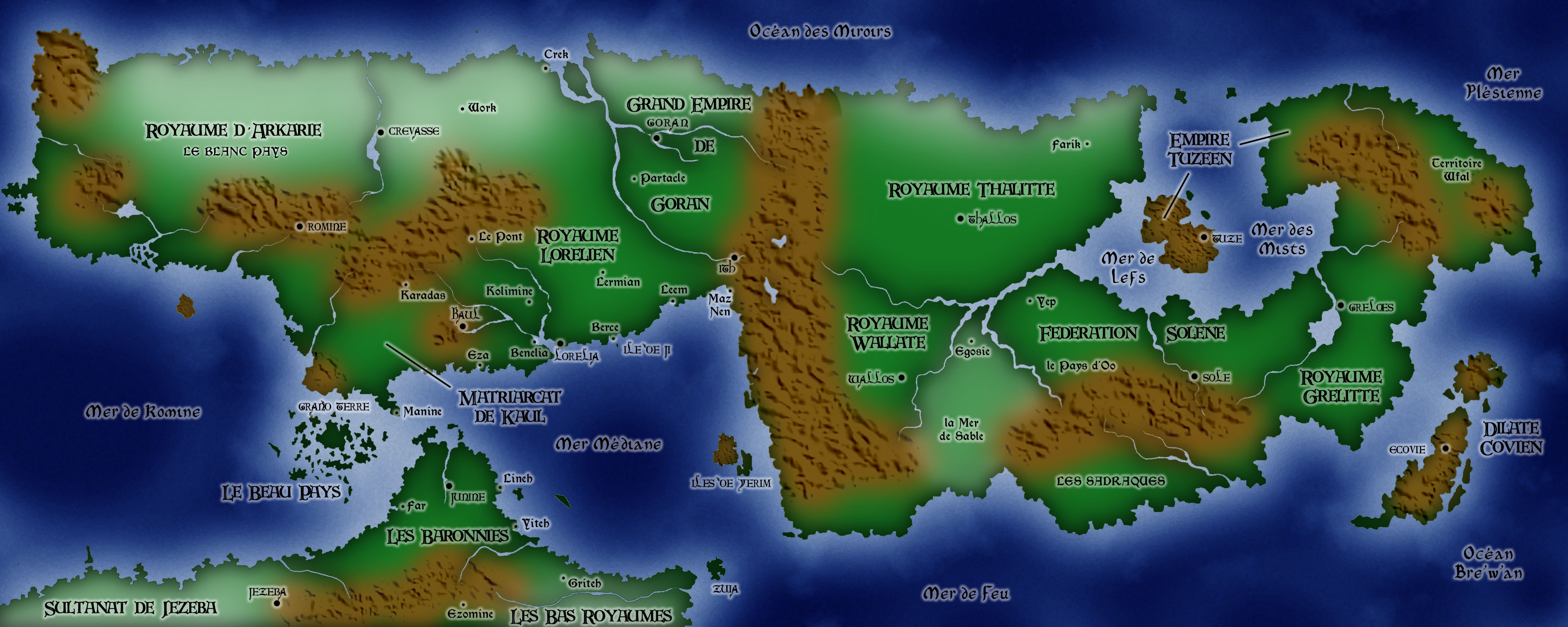
Wereldkaart van Ji

De Ji-cyclus speelt zich af in een fantasiewereld bevolkt door mensen en tovenaars. Er zijn de Hoge Koninkrijken en de Lage Koninkrijken. De Hoge Koninkrijken zijn verdeeld in twee delen door het Gordijn, een gigantische bergketen waarvan sommige bergtoppen nog door niemand betreden zijn. 

### Landen
De Hoge Koninkrijken liggen ten westen van de bergketen het Gordijn en bestaan uit:
- Het Koninkrijk Ithare, heden het kleinste koninkrijk en samen met Roms het oudste bekende van deze wereld. Voorheen veroverde het bijna de helft van het gebied ten westen van het Gordijn tijdens religieuze oorlogen. Het stichtte de orde van Eurydis, momenteel de grootste religieuze groep van deze wereld. Het koninkrijk wordt geleid door Emaz en Maz, hogepriesters. Het koninkrijk bestaat uit de hoofdstad Ith en de havenstad Maz Nen.
- Het Koninkrijk Lorelia, wordt gescheiden van Kaul door de rivier Gisle en heeft de belangrijkste havenstad Lorelia. De rijksmunt is de terts en het koninkrijk heeft de beste vloot ter wereld.
- Het Grote Rijk Goran, het meest versterkte militaire rijk met een grote legermacht. De meeste van haar inwoners aanbidden de godheid Mishra.
- Het Koninkrijk Roms, Een van de twee oudste koninkrijken, met de grootste bibliotheek ter wereld. Tijdens Le Secret de Ji en Les Enfants de Ji heerst er een burgeroorlog tussen de vijf provincies (Helanië, Jerusnië, Mémissië, Presdanië en Urania). De hoofdstad is Romine.

De mensen uit de Lage Koninkrijken gebruiken de naam Hoge Koninkrijken voor alle landen boven de Romse Zee en de Middenzee en dus ook voor:
- Het Matriarchaat Kaul, met de hoofdstad Kaul. Het hoogste bestuursorgaan is de Raad van Moeders en in elk dorp bevindt zich zo een Raad.
- Het Koninkrijk Arkarië of Het Witte Land, het grootste van de Hoge Koninkrijken. Het is gelegen in het noorden en gescheiden van het Grote Rijk Goran door de Alt, de langste rivier van de bekende wereld. Arkarie is het meeste van de tijd bedekt met sneeuw, vandaar zijn bijnaam.

In de Romse zee liggen:
- De Schone Landen, een archipel van eilanden in de Romse Zee, gelegen aan de kust van het Koninkrijk Roms. De inwoners leven in stammen.

Ten oosten van het Gordijn liggen de Oostelijke Koninkrijken:
- Het Koninkrijk Thallitië, een barbaars rijk dat al eeuwenlang in conflict ligt met het Grote Rijk Goran. Er zijn regelmatig schermutselingen in het Krijgersdal dat de grens vormt met het Goraanse Rijk en gelegen is tussen het Gordijn en de Spiegeloceaan.
- Het Koninkrijk Wallatië, was het grootste koninkrijk in het oosten voor de komst van de Saat. De hoofdstad is Wallos en de Zandzee beslaat het grootste deel van het grondgebied.
- De Soleense Federatie, centraal gelegen in de oostelijke koninkrijken. De hoofdstad is Sole en in het land bevindt zich het mysterieuze Land van Olo.
- De Sadraken, er is weinig bekend over de Sadraken, waarvan een aantal inwoners meegevochten hebben in de eerste oorlog van de Saat tegen de Hoge Koninkrijken. Het land is het meest zuidelijk gelegen en de bevolking is samengesteld uit verschillende onafhankelijke stammen die geen centraal gezag erkennen.
- Het Tuzenrijk, weinig over bekend behalve over zijn rivaliteit met het Koninkrijk Wallatië. Heeft de meest geavanceerde beschaving van de oostelijke koninkrijken. De hoofdstad is Tuze.
- Het Koninkrijk Grelittie¨, er is weinig geweten over dit meest oostelijke land gelegen aan de Bre'w'an Oceaan. De hoofdstad Greloes ligt aan de rand van de binnenzee.
- Het Coviaans Plat, een archipel in de Bre'w'an Oceaan met twee grote eilanden.

Gecheiden door de Romse Zee en de Middenzee:
- De Lage Koninkrijken, de gebieden ten zuiden van de Loever. Er zijn er elf in totaal (de belangrijkste stammen). De Baronieën worden soms mee bij de Lage Koninkrijken genoemd hoewel zij een onafhankelijk natie vormen. De inwoners noemen de Ramgriths.
- De Baronieën, ook wel de Kleine Koninkrijken genoemd. Deze natie is verdeeld in 19 semiautonome provincies gerund door een lokale baron en is gescheiden van de Hoge Koninkrijken door de Middenzee.
- Het Sultenaat van Jezeba, gelegen aan de zuidelijke zijde van de Romse Zee. De hoofdstad Jezeba ligt op een hoogte aan het westelijk uiteinde van de bergketen die een scheiding vormt tussen de Baronieën en de Lage Koninkrijken.